# Port lotniczy Katowice-Pyrzowice

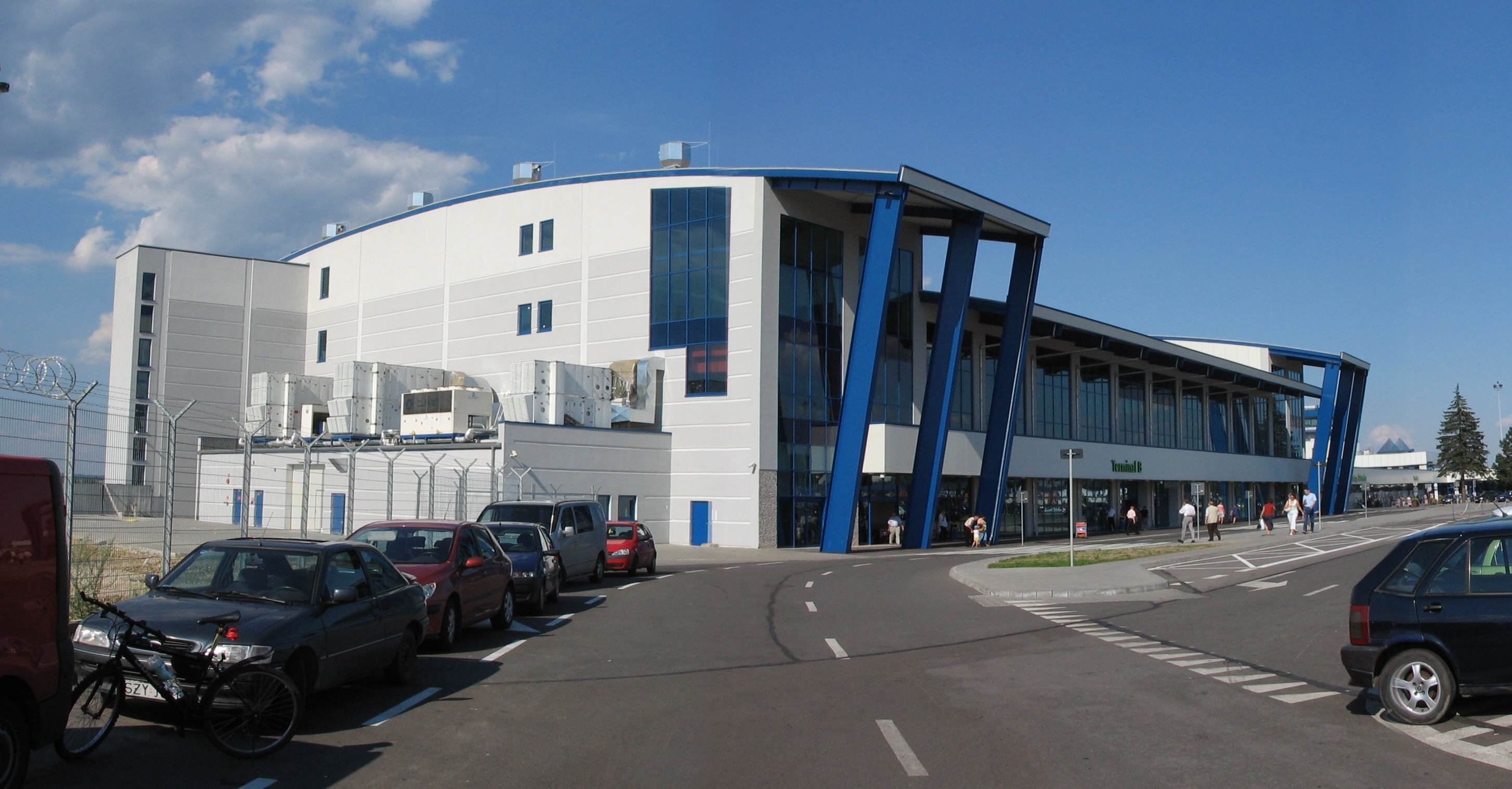
Terminal B przed przebudową

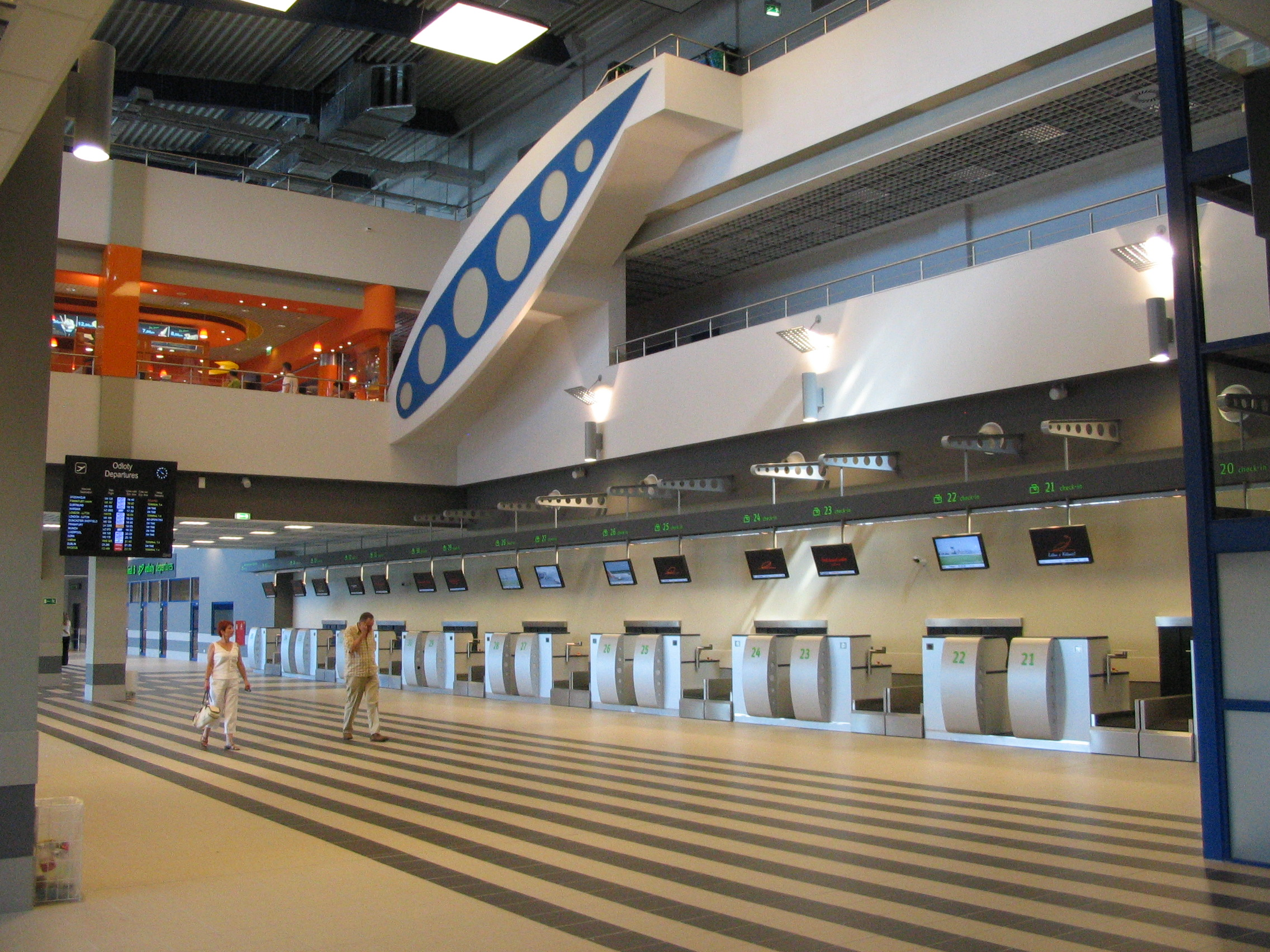
Stanowiska odpraw w terminalu B

Międzynarodowy Port Lotniczy Katowice im. Wojciecha Korfantego w Pyrzowicach, od czerwca 2021 roku używający również marki Katowice Wojciech Korfanty International Airport, kod IATA: KTW, kod ICAO: EPKT – międzynarodowy port lotniczy położony we wsi Pyrzowice, około 33 kilometry na północ od centrum Katowic, w Górnośląsko-Zagłębiowskiej Metropolii. Znajduje się na terenach dwóch gmin – Ożarowice i Mierzęcice – a zarazem na pograniczu dwóch powiatów – tarnogórskiego i będzińskiego. Port lotniczy Katowice dysponuje jedną z najdłuższych dróg startowych dostępnych w Polsce, liczącą 3200 m długości i 45 metrów szerokości (oddaną do użytku w maju 2015 roku).
MPL Katowice, używający obecnie marki „Katowice Wojciech Korfanty International Airport”, jest regionalnym portem lotniczym całego województwa śląskiego. Pod względem liczby odprawianych pasażerów oraz pod względem liczby operacji lotniczych znajduje się na czwartym miejscu wśród polskich portów lotniczych. Port posiada trzy terminale pasażerskie o łącznej przepustowości około 8 mln pasażerów rocznie, które zostały rozbudowane przez firmę PROMUS.

## Historia

### Lotnisko wojskowe
Lotnisko powstało w miejscu dawnego, założonego przez III Rzeszę w czasie II wojny światowej lotniska zapasowego. Do budowy lotniska wybrano bagnisty teren pomiędzy wsiami Pyrzowice, Zendek i Mierzęcice. Po wysiedleniu ludności zamieszkującej tereny przyszłego lotniska i jego otuliny przystąpiono do prac melioracyjnych. Wzdłuż planowanych pasów startowych wykonano drenaż oraz odwodnienie całego terenu. Wody odprowadzono do stawu z posadzoną wikliną spełniającego rolę oczyszczalni. Następnie nawieziono ziemię i wyrównano teren. Przy niwelacji terenu zastosowano różne warstwy materiału, prawdopodobnie w celu uzyskania odpowiedniego odwodnienia przyszłego lotniska.
W wyniku decyzji o przeznaczeniu lotniska na bazę dla samolotów eksperymentalnych wybudowano na planie trójkąta trzy drogi startowe:
- 14/32 o długości 1000 metrów
- 04/22 o długości 1500 metrów
- 09/27[a] o długości 1449 metrów

Drogi startowe miały ok. 50 metrów szerokości i pokryte były nawierzchnią bitumiczno-betonową (inne źródła: asfaltowo-bazaltową). Najczęściej używana była droga startowa na kierunku 09/27, prawdopodobnie ze względu na usytuowanie na kierunku wschód-zachód i przewagę wiatrów zachodnich w tym rejonie. Obecnie w tym miejscu wybudowana jest droga startowa lotniska cywilnego.
Do lotniska doprowadzono bocznicę kolejową z Miasteczka Śląskiego oraz Zawiercia. Jako zaplecze zostały wybudowane trzy hangary oraz skład bomb. Obsługa lotniska i piloci zakwaterowani byli w prefabrykowanych drewnianych domkach, rozebranych w latach 1979–1980, oraz barakach.
Lotnisko jako część poligonu doświadczalnego Schendek należało do największych lotnisk niemieckich w latach II wojny światowej. Jego powierzchnia wynosiła wówczas 20 tys. ha. Początkowo nosiło ono nazwę Tarnowitz, a po śmierci 17 listopada 1941 gen. pilota Ernsta Udeta, asa Luftwaffe, zostało przemianowane na Udetfeld. W pierwszym okresie istnienia służyło ono przede wszystkim obronie przeciwlotniczej Górnego Śląska. Pełniło ono także funkcję lotniska etapowego dla samolotów transportowych, latających z zaopatrzeniem na front wschodni.
Do utworzenia tu lotniska doświadczalnego przyczynił się niemiecki konstruktor H.G. Moeller, pracujący w zawierciańskich fabrykach zbrojeniowych. Lotnisko zostało wyposażone w urządzenia obsługujące pionierskie myśliwce z napędem rakietowym Messerschmitt Me 163 Komet wersje A i B, powołano tu także szkołę pilotażu tych samolotów. Z jej absolwentów utworzono dwie eskadry samolotów Messerschmitt Me 163 oraz zaczątek trzeciej. Z bazy korzystali także kadeci ze szkół lotniczych z Rudnik oraz Częstochowy. Z lotniska realizowano loty bojowe nad Warszawę w czasie powstania warszawskiego. Od sierpnia do grudnia 1944 r. stacjonowała tu 2. eskadra 100. Dywizjonu Nocnych Myśliwców (2./Nachtjagdgeschwader 100). Jej lotnicy na maszynach Ju 88 G-6 wyposażonych w radar "polowali" nocami na alianckie bombowce, dokonujące nalotów na śląskie obiekty przemysłowe, wożące pomoc warszawskim powstańcom, a nawet na samoloty "mostu powietrznego", zaopatrujące siły powstańcze słowackiego powstania narodowego.  Przeprowadzano tu też próby z granatnikiem Panzerschreck.
18 stycznia 1945 roku Niemcy bez walki opuścili lotnisko. Częściowo je zaminowali oraz zniszczyli pas startowy poprzez detonację ładunków wybuchowych ułożonych na pasach startowych. Lotnisko zostało zajęte 23 stycznia 1945 roku i odbudowane przez lotnictwo radzieckie. Sowieci zlikwidowali częściowo drogi startowe 14/32 i 04/22 (pozostałości widoczne są do dziś w północno-wschodniej części lotniska). Wzdłuż drogi startowej 09/27 zbudowali ziemny awaryjny pas startowy oraz zasypali leje po bombach i ładunkach wybuchowych. Ślady po lejach, ze względu na odmienną kolorystykę roślinności, widać było z powietrza do czasu, kiedy w 2015 roku wybudowano nową drogę startową.
W 1948 roku lotnisko zostało przejęte przez polskie Wojska Lotnicze z przeznaczeniem na lotnisko zapasowe. W latach 1949–1951 lotnisko zostało przystosowane do potrzeb samolotów odrzutowych. W 1951 roku zlokalizowano tu 39 Pułk Lotnictwa Myśliwskiego OPK, wyposażony w samoloty odrzutowe MiG-19 (później MiG-21). Pułk został rozwiązany w 1987 roku. W jego miejsce powołano 1 batalion zabezpieczenia oraz Bazę Statków Powietrznych, której zadaniem była likwidacja zbędnych dla wojska samolotów. W latach 90 XX w. na lotnisku stacjonowała 2 eskadra 11 Pułku Lotnictwa Myśliwskiego ze Wrocławia – Strachowic. Ostatni lot wojskowego samolotu z lotniska (był to MIG-21) nastąpił w maju 1999 roku, a w grudniu tego roku rozwiązano Bazę Statków Powietrznych.

### Lotnisko cywilne
W 1964 roku oddano na lotnisku nowy pas startowy, z którego odbył się pierwszy lot samolotu pasażerskiego. Regularne loty zainaugurowano 6 października 1966 roku, kiedy PLL „LOT” uruchomił połączenie z Warszawą. W 1969 roku, na udostępnionej przez wojsko 11-hektarowej działce, zbudowano pierwszy terminal pasażerski. Przez następnych kilka lat loty pasażerskie korzystały z infrastruktury wojskowej.
Koegzystencja ta trwała do początku 2000 roku (równolegle funkcjonowało lotnisko cywilne i wojskowe), po czym lotnisko przeszło pod zarząd cywilny. 1 maja 1994 roku otwarto Przejście graniczne Katowice-Pyrzowice i GPK SG w Katowicach-Pyrzowicach (przekształcona na PSG w Katowicach-Pyrzowicach), kiedy to pyrzowickie lotnisko uzyskało status międzynarodowego portu lotniczego. Od 1 stycznia 2009 roku lotnisko również używa umiędzynarodowionej anglojęzycznej marki Katowice Airport.
W 2005 roku w Pyrzowicach wylądował największy i najcięższy samolot transportowy świata – sześciosilnikowy An-225 Mrija. W czerwcu 2011 roku na lotnisku wylądowały 2 towarowe Boeingi 747 400 BCF w celu wykonania lotu do Buenos Aires z ładunkiem 160 t, a w końcu września 2011 roku na lotnisku po raz pierwszy pojawił się Boeing 747-400 w wersji pasażerskiej z 430 pasażerami na pokładzie.
28 maja 2015 roku w Katowicach oddano do użytku nową drogę startową. Wybudowana w odległości 195 m od pierwotnej, liczy ona 3200 m długości oraz 45 metrów szerokości (dodatkowo istnieją dwa 7,5-metrowe pobocza). Dzięki tej inwestycji Katowice Airport stał się jednym z trzech polskich lotnisk pasażerskich, które dysponują drogą startową o długości ponad trzech kilometrów oraz jedynym portem regionalnym o kodzie referencyjnym 4E, uprawniającym do przyjęcia dalekodystansowych samolotów szerokokadłubowych o rozpiętości skrzydeł nawet do 65 m. Przewidziano możliwość wydłużenia drogi w kierunku zachodnim o kolejne 400 m. Nowo wybudowana droga startowa została wyposażona w nowe drogi kołowania: trzy prostopadłe (L, S i T) oraz dwie drogi szybkiego zjazdu dla kierunku wschodniego (N) oraz dla kierunku zachodniego (R). Dodatkowo wykonano zjazd w prostopadłą drogę kołowania (M), dzięki czemu połączono nową drogę startową z drogą kołowania (H), w którą została przekształcona stara droga startowa. Do oznakowania poziomego nowej drogi zużyto 9 tys. kg farby, a do oznakowania nawigacyjnego 1097 świateł i 235 km kabli elektrycznych. Powierzchnia nowej infrastruktury, wraz z układem głównych dróg kołowania wynosi 250 tys. m².
Pierwszym samolotem, który wystartował z nowego pasa startowego był rejs Wizz Air do Londynu-Luton o godzinie 6:10. Ostatnim samolotem lądującym na starej drodze startowej (2800 m) był o godz. 0.36 rejs Wizzaira z Doncaster.
20 października 2019 otwarto nową wieżę kontroli lotów. Wieża ma 46 metrów wysokości i na dzień otwarcia była najwyższą wieżą kontroli lotów w Polsce. Sala operacyjna mieści się na wysokości 41 metrów i jest podobna do zainstalowanej na lotnisku w krakowskich Balicach
Od 6 października 2022 zmieniono oznaczenie drogi startowej z 09/27 na 08/26 w związku z najnowszym pomiarem deklinacji magnetycznej.

## Charakterystyka

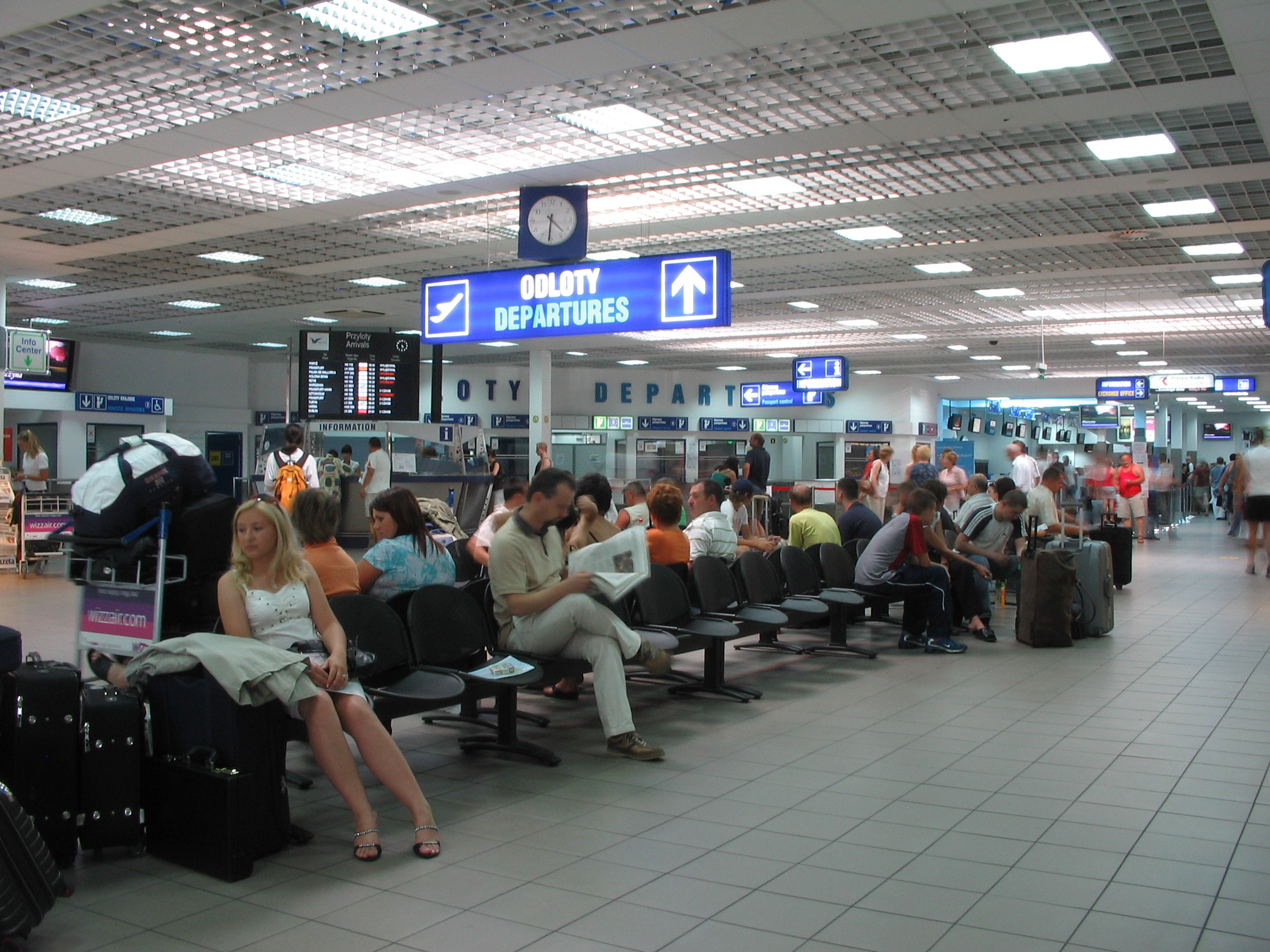
Poczekalnia w terminalu A przed renowacją

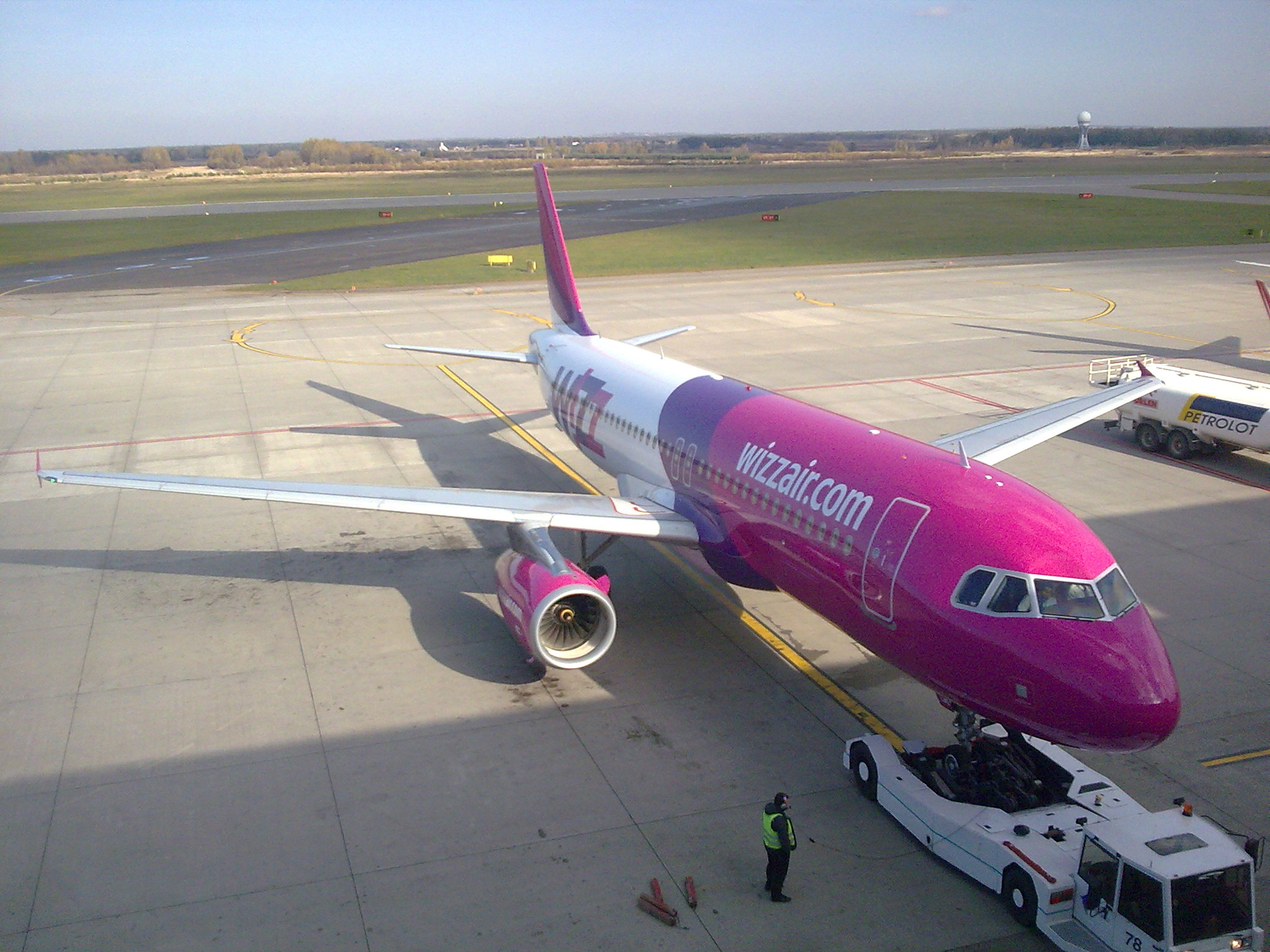
Airbus A320 Wizz Air - głównej linii operującej z Pyrzowic, gotowy do kołowania

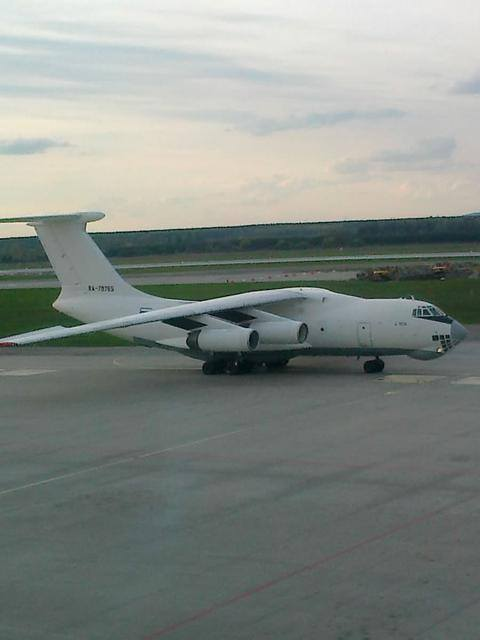
Iljuszyn Ił-76TD podczas kołowania na lotnisku w Pyrzowicach

Lotnisko jest najwyżej położonym cywilnym portem lotniczym w Polsce i charakteryzuje się dobrymi warunkami atmosferycznymi, co oznacza mniejszą niż na innych lotniskach liczbę dni uniemożliwiających lądowanie. W obszarze oddziaływania tego portu lotniczego mieszka około 11 milionów osób, w tym mieszkańcy spoza województwa śląskiego: okolic Opola, Łodzi, Krakowa, czeskiej Ostrawy.

### Terminale
Lotnisko w Pyrzowicach posiada trzy terminale pasażerskie o łącznej powierzchni 34 000 m² i przepustowości około 8 mln pasażerów rocznie (przepustowość godzinowa: ponad 1170 pasażerów). Otwarcie części ogólnodostępnej i strefy przylotów terminalu B odbyło się 9 lipca 2007 roku, strefy odlotów – 30 lipca 2007 roku. Następnie zmodernizowano najstarszy terminal A. W sierpniu 2020 oddano do użytku rozbudowany i zmodernizowany Terminal B. Jego przepustowość wzrosła z 2 do 4 mln pasażerów, a powierzchnia została zwiększona z 12,2 do 17,2 tys. m², w tym kubatura – z 88,4 tys. do 120,3 tys. m³. Najnowszy terminal C przeznaczony tylko do przylotów został otwarty 18 czerwca 2015 roku.
Port lotniczy posiada jeden terminal cargo. Jego powierzchnia wynosi 5378 m². Użytkownikami terminalu są m.in. DHL, Śląski Urząd Celno-Skarbowy w Katowicach, TNT Express i UPS. Pod względem tonażu ładunków przewiezionych ruchem lotniczym rocznie, lotnisko w Pyrzowicach zajmuje drugie miejsce w Polsce po warszawskim im. F. Chopina. Według statystyk ULC przewieziono 3856 ton w 2004, 5618 ton w 2005, 6113 ton w 2006, 7782 ton w 2007, a w 2018 roku 18 543 ton.

### Wyposażenie techniczne
W porcie lotniczym Katowice Airport w użytku jest system wspomagania lądowania przy ograniczonej widzialności ILS (Instrument Landing System) Thales 420. Jest to urządzenie kategorii pierwszej, czyli prowadzące od granicy zasięgu do wysokości 60 m (200 stóp) nad płaszczyzną drogi startowej przy widzialności (RVR – runway visual range) 800 m (2400 stóp). Koszt inwestycji zrealizowanej przez Polską Agencję Żeglugi Powietrznej wyniósł 3 mln zł.
Podstawowe dane techniczne pyrzowickiego ILS:
- Zasięg (pokrycie) ILS dla odbioru kierunku lądowania wynosi 18 NM.
- System składa się z dwóch zespołów urządzeń:
  - Nadajnik kierunku: Localizer (LLZ); Marka i parametry urządzenia: Thales 421; częstotliwość pracy 109.9 MHz, moc 25 W
  - Nadajnik ścieżki schodzenia: Glide Path (GP); Marka i parametry urządzenia: Thales 422; częstotliwość pracy 333,8 MHz, moc 2 W
- Dodatkowo zestaw ILS jest uzupełniony o radiolatarnię DME do pomiaru odległości. Marka i parametry urządzenia: Thales 415; częstotliwość pracy 997 MHz, moc 100 W.

- Lotnisko posiada również dwie radiolatarnie NDB – dalszą: „KTC” 285 kHz i bliższą: „KTW” 326 kHz.

### Baza operacyjna
W Pyrzowicach bazę operacyjną przez cały rok mają samoloty sześciu linii: Blue Panorama Airlines, Enter Air, Buzz, Smartwings, Smartwings Poland i Wizz Air. LOT posiada bazę w Katowicach w sezonie letnim.

## Połączenia drogowe i kolejowe

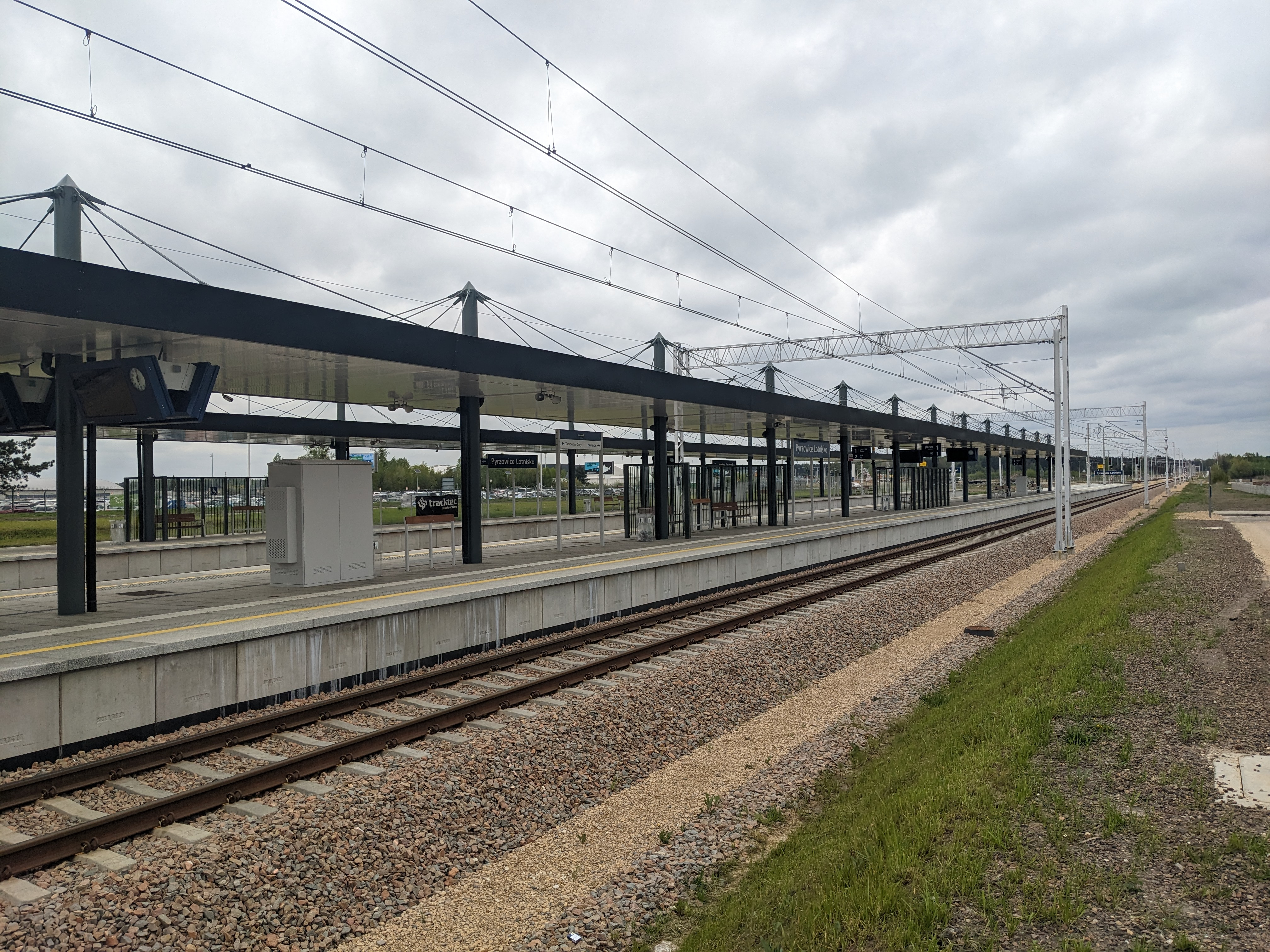
Stacja Pyrzowice Lotnisko

Liczba miejsc postojowych na położonym najbliżej terminali pasażerskich parkingu wynosi 1210.
Bezpośrednio do portu prowadzi droga wojewódzka nr 913. W pobliżu istnieją bezkolizyjne węzły Lotnisko, który łączy drogę 913 z drogą ekspresową S1 i portem, oraz Pyrzowice, który łączy autostradę A1 z drogą S1. Droga wojewódzka 913 krzyżuje się także z drogą krajową nr 78 łączącą województwo świętokrzyskie z granicą polsko-czeską w Chałupkach.
Autostrada A1 obecnie umożliwia szybkie dotarcie do portu lotniczego z południa województwa śląskiego, z Częstochowy oraz z Czech, ponadto w Gliwicach krzyżuje się z autostradą A4 (łączącą wschód i zachód południowej części Polski).
Kursują tu bezpośrednie połączenia autobusowe między innymi z Katowic, Krakowa, Gliwic, Częstochowy i Ostrawy.
Na lotnisko docierają linie przyspieszone organizowane przez Zarząd Transportu Metropolitalnego. Podróż wszystkimi liniami można odbyć na podstawie zwykłych biletów ZTM.

### Kolej
Lotnisko w Pyrzowicach znajduje się nieopodal linii kolejowej 182 łączącej Tarnowskie Góry z Zawierciem. Linia ta została zrewitalizowana i zelektryfikowana, co umożliwiło dojazd koleją na lotnisko od strony Zawiercia (z Katowic przez Sosnowiec, Dąbrowę Górniczą, Łazy lub Zawiercie), a także od strony Tarnowskich Gór (z Katowic przez Chorzów Miasto, Bytom i Tarnowskie Góry). Połączenia pasażerskie na linii wznowiono 10 grudnia 2023 roku kiedy uruchomiono połączenie S9 relacji Częstochowa – Tarnowskie Góry obsługiwane przez Koleje Śląskie wraz z nową stacją kolejową Pyrzowice Lotnisko zlokalizowaną koło portu lotniczego. Od 9 marca 2025 r. kursuje natomiast pilotażowo para pociągów Kolei Śląskich na nowej linii z Częstochowy przez Zawiercie, Pyrzowice Lotnisko, Tarnowskie Góry i Bytom Stroszek do Gliwic.

## Linie lotnicze i kierunki lotów
Według stanu na czerwiec 2025 port lotniczy w Katowicach obsługiwany był przez 10 linii lotniczych które oferowały bezpośrednie połączenia do 50 portów lotniczych w 22 krajach.

### Kierunki lotów regularnych
(nie zawiera lotów czarterowych)
| Linia lotnicza    | Kierunek |
| ----------------- | --- |
| Air Dolomiti      | 1. Frankfurt |
| Corendon Airlines | 1. Antalya |
| Enter Air         | 1. Fuerteventura 2. Antalya |
| LOT               | 1. Warszawa-Chopin |
| Lufthansa         | 1. Frankfurt |
| Ryanair           | 1. Alicante 2. Ateny 3. Bari 4. Bruksela-Charleroi 5. Budapeszt 6. Dublin 7. Forli 8. Katania 9. Londyn-Stansted 10. Malta 11. Manchester 12. Mediolan-Bergamo 13. Oslo-Gardermoen 14. Pafos 15. Reggio Calabria 16. Rzym-Fiumicino Sezonowo: 1. Alghero 2. Dubrownik 3. Pula 4. Trapani 5. Warna 6. Wenecja-Treviso 7. Zadar |
| Wizz Air          | 1. Alicante 2. Ateny 3. Barcelona-El Prat 4. Billund (od 27 października 2025) 5. Braszów (od 31 marca 2026) 6. Brindisi (od 29 marca 2026) 7. Dortmund 8. Eindhoven 9. Katania 10. Kiszyniów 11. Kutaisi 12. Lamezia Terme (od 31 marca 2026) 13. Larnaka 14. Liverpool 15. Londyn-Luton 16. Maastricht-Aachen (od 29 marca 2026) 17. Madera 18. Madryt 19. Malaga 20. Malta 21. Neapol 22. Porto (od 26 października 2026) 23. Reykjavík-Keflavík 24. Rzym-Fiumicino 25. Tel Awiw (zawieszone) 26. Teneryfa-Południe Sezonowo: 1. Agadir (od 28 października 2025) 2. Burgas 3. Faro (od 30 marca 2026) 4. Fuerteventura 5. Korfu 6. Palma de Mallorca 7. Piza 8. Podgorica 9. Split 10. Tirana |

### Kierunki lotów cargo
| Przewoźnik                                     | Kierunek                   |
| ---------------------------------------------- | -------------------------- |
| DHL Aviation                                   | 1. Lipsk                   |
| FedEx (obsługiwane przez ASL Airlines Ireland) | 1. Paryż-Charles de Gaulle |
| Sprint Air                                     | 1. Kolonia/Bonn            |
| ASL Airlines Belgium                           | 1. Liège                   |
| Lufthansa Cargo                                | 1. Frankfurt               |
| Razem: 5 kierunów w 3 państwach                |                            |

### Kierunki lotów czarterowych
| Państwo                            | Kierunek | Terminal |
| ---------------------------------- | --- | -------- |
| Albania                            | 1. Tirana | A        |
| Bułgaria                           | 1. Burgas 2. Warna | A        |
| Chorwacja                          | 1. Dubrownik | A        |
| Cypr                               | 1. Ercan 2. Pafos 3. Larnaka | A        |
| Czarnogóra                         | 1. Podgorica | A        |
| Dominikana                         | 1. Puerto Plata 2. Punta Cana | A        |
| Egipt                              | 1. Hurghada 2. Marsa Alam 3. Szarm el-Szejk 4. Taba | A        |
| Grecja                             | 1. Araxos 2. Ateny 3. Chania 4. Heraklion 5. Kalamata 6. Kawala 7. Kefalonia 8. Korfu 9. Kos 10. Rodos 11. Saloniki 12. Samos 13. Wolos 14. Zakintos   | B        |
| Gruzja                             | 1. Batumi | A        |
| Hiszpania                          | 1. Alicante 2. Barcelona-El Prat 3. Barcelona-Girona 4. Fuerteventura 5. Gran Canaria 6. Ibiza 7. Lanzarote 8. Majorka 9. Malaga 10. Teneryfa-Południe | B        |
| Izrael                             | 1. Tel Awiw-Ben Gurion | A        |
| Malediwy                           | 1. Male | A        |
| Maroko                             | 1. Agadir | A        |
| Meksyk                             | 1. Cancún | A        |
| Kenia                              | 1. Mombasa | A        |
| Portugalia                         | 1. Faro 2. Madera | B        |
| Republika Zielonego Przylądka      | 1. Sal | A        |
| Tunezja                            | 1. Dżerba 2. Enfidha 3. Monastyr | A        |
| Turcja                             | 1. Antalya 2. Bodrum 3. Dalaman 4. Izmir | A        |
| Włochy                             | 1. Lamezia Terme 2. Olbia 3. Reggio Calabria | B        |
| Zjednoczone Emiraty Arabskie       | 1. Dubaj | A        |
| Razem: 44 kierunków w 19 państwach | |          |

## Statystyki ruchu
Katowice Airport jest czwartym najruchliwszym polskim portem lotniczym. W 2003 na lotnisku zaczęły operować tanie linie lotnicze. Dzięki temu liczba obsługiwanych połączeń zagranicznych znacząco wzrosła. Liczba pasażerów wzrosła z 257 tys. w 2003 do 1,08 mln w 2005. Do 2009 liczba pasażerów rosła najszybciej spośród wszystkich polskich portów. Spowolnienie gospodarcze w 2009 roku spowodowało zatrzymanie tej tendencji. Po warszawskim Okęciu, lotnisko w Pyrzowicach ma największą ilość połączeń czarterowych. Najwięcej samolotów z MPL Katowice jest odprawianych przez węgierskie tanie linie lotnicze Wizz Air. 8 października 2008 po raz pierwszy lotnisko odprawiło dwumilionowego pasażera w jednym roku.
W 2014 odprawiono w Katowice Airport 2 695 732 pasażerów, w ramach ruchu czarterowego odprawiono 985 827 osób oraz odprawiono 16,5 tysiąca ton frachtu lotniczego. 21 grudnia 2015 po raz pierwszy lotnisko odprawiło trzymilionowego pasażera w jednym roku. 3 października 2018 na lotnisku w Katowicach-Pyrzowicach po raz pierwszy w ciągu jednego roku odprawiono czteromilionowego pasażera.

### 1996–2024[13][32]
| Rok  | Pasażerowie | Operacje lotnicze | Cargo |
| ---- | ----------- | ----------------- | ----- |
| 1996 | 68 203      | 3586              | 596   |
| 1997 | 101 054     | 4290              | 1241  |
| 1998 | 150 724     | 6256              | 1365  |
| 1999 | 170 230     | 6510              | 1522  |
| 2000 | 168 126     | 8710              | 7745  |
| 2001 | 180 015     | 9441              | 2196  |
| 2002 | 202 267     | 8389              | 2886  |
| 2003 | 257 991     | 9375              | 3548  |
| 2004 | 622 612     | 13803             | 5038  |
| 2005 | 1 092 358   | 16222             | 5636  |
| 2006 | 1 458 411   | 21014             | 6113  |
| 2007 | 1 995 914   | 24489             | 7795  |
| 2008 | 2 426 942   | 27030             | 11819 |
| 2009 | 2 364 613   | 26206             | 6543  |
| 2010 | 2 403 253   | 26770             | 11995 |
| 2011 | 2 544 124   | 29259             | 10948 |
| 2012 | 2 550 858   | 30584             | 10532 |
| 2013 | 2 544 198   | 28990             | 10873 |
| 2014 | 2 695 753   | 28779             | 16270 |
| 2015 | 3 069 279   | 31727             | 16119 |
| 2016 | 3 221 261   | 31013             | 17674 |
| 2017 | 3 892 941   | 34875             | 18779 |
| 2018 | 4 838 149   | 41007             | 18543 |
| 2019 | 4 843 889   | 41606             | 14925 |
| 2020 | 1 445 781   | 21922             | 20375 |
| 2021 | 2 328 973   | 28856             | 32104 |
| 2022 | 4 419 090   | 40123             | 40642 |
| 2023 | 5 297 247   | 45167             | 35926 |
| 2024 | 6 386 145   | 48505             | 37175 |

### 2024[33]
| Miesiąc     | Pasażerowie | Pasażerowie narastająco | Operacje lotnicze | Operacje lotnicze narastająco | Cargo (tony) | Cargo narastająco (tony) |
| ----------- | ----------- | ----------------------- | ----------------- | ----------------------------- | ------------ | ------------------------ |
| Styczeń     | 307 521     | 307 521                 | 2 692             | 2 692                         | 3 290        | 3 290                    |
| Luty        | 303 860     | 611 381                 | 2 588             | 5 280                         | 3 269        | 6 559                    |
| Marzec      | 313 828     | 925 209                 | 2 936             | 8 216                         | 3 278        | 9 837                    |
| Kwiecień    | 358 412     | 1 283 621               | 3 254             | 11 470                        | 3 342        | 13 179                   |
| Maj         | 583 111     | 1 866 732               | 4 550             | 16 020                        | 3 310        | 16 489                   |
| Czerwiec    | 749 177     | 2 615 909               | 5 344             | 21 364                        | 2 971        | 19 460                   |
| Lipiec      | 847 410     | 3 463 319               | 5 598             | 26 962                        | 2 711        | 22 171                   |
| Sierpień    | 866 489     | 4 329 808               | 5 795             | 32 757                        | 2 240        | 24 411                   |
| Wrzesień    | 782 811     | 5 112 619               | 5 526             | 38 283                        | 2 329        | 26 740                   |
| Październik | 559 549     | 5 672 168               | 4 408             | 42 691                        | 3 344        | 30 084                   |
| Listopad    | 351 373     | 6 023 541               | 2 859             | 45 550                        | 3 467        | 33 551                   |
| Grudzień    | 362 604     | 6 386 145               | 2 955             | 48 505                        | 3 624        | 37 175                   |

## Rozwój portu
Od 2010 trwa rozbudowa infrastruktury lotniska, obejmująca rozbudowę terminali i rozbudowę płyty postojowej; wybudowano nową, 3200-metrową drogę startową, równoległą do dawnej 2800-metrowej. Po zbudowaniu kosztem 101 mln zł nowej drogi startowej, stara zmieniła zastosowanie na drogę kołowania. Inwestycja pn. „Port Lotniczy w Katowicach – rozbudowa i modernizacja infrastruktury lotniskowej i portowej” kosztować będzie 416 mln zł (przy dofinansowaniu ze środków UE w wysokości ponad 157 mln zł), a jej zakończenie planowane jest na rok 2014. Realizacja tej inwestycji przyniesie w efekcie powstanie ponad 357 tys. m kw. nowych nawierzchni lotniskowych oraz przebudowę 156,5 tys. m. kw. starych.
26 czerwca 2013 roku zakończyła się trwająca od czerwca 2011 r. budowa nowej płyty postojowej z 15 stanowiskami o powierzchni ponad 110 tys. m². Zmodernizowano także drogi kołowania umożliwiające poruszanie się szerokokadłubowym samolotom wielkości Boeinga 747.
Od października 2013 do połowy kwietnia 2014 przewidziana była rozbudowa bagażowni. Wymieniony został cały system przesyłu bagażu ze stanowisk odprawy biletowo-bagażowej do bagażowni, której powierzchnia po zakończeniu rozbudowy wzrosła dwukrotnie. Zainstalowane były nowe taśmociągi i skanery do kontroli bagażu. Inwestycję zrealizowało konsorcjum firm Hochtief Polska oraz Dimark SA.
Zakończono także budowę hali odbioru bagażu.
Nowa hala przylotów została wybudowana na zachód od terminalu pasażerskiego B wzdłuż zachodnich stanowisk płyty postojowej nr 1. Jest to jednokondygnacyjny obiekt o kubaturze ok. 48 300 metrów sześciennych, długości ok. 160 metrów i wysokości prawie 8 metrów. Bryła budowli architektonicznie nawiązuje do oddanej w czerwcu 2012 rozbudowanej części terminalu pasażerskiego A. Nowe powierzchnie w terminalach A i B uwolnione dzięki przeniesieniu do nowej hali obsługi wszystkich pasażerów przylatujących do Pyrzowic zostaną wykorzystane do powiększenia stref odlotów w wymienionych częściach terminali, co także wpłynie na wzrost komfortu obsługi pasażerów odlatujących.
Prowadząca również była przebudowa terminalu A (non-Schengen) polegająca na przekształceniu hali przylotów na halę odlotów, która zostanie połączona ze starą częścią. W wyniku przebudowy wielokrotnie wzrośnie powierzchnia hali odlotów.
Na czas przebudowy w terminalu A czynne są tylko stanowiska check-in, natomiast kontrola bezpieczeństwa zarówno pasażerów poruszających się w strefie Schengen, jak i lecących poza jej granice odbywa się w Terminalu B, którego infrastruktura została tymczasowo dostosowana do dwóch typów ruchu (Schengen i non-Schengen).
Zakończenie przebudowy planowane na wiosnę 2016.
13 marca 2017 rozpoczęto budowę wieży kontroli lotów o wysokości 46 metrów.
W 2021 zakończono przebudowę terminalu pasażerskiego B, dzięki jego modernizacji roczna przepustowość lotniska zwiększyła się z 6 mln pasażerów do 8 mln. Dzięki przebudowie terminalu B uzyskano dodatkowe 10 stanowisk nadania bagażu (check-in), 2 stanowiska kontroli bezpieczeństwa, a także dodatkowe 6 gate’ów umieszczonych na trzech zewnętrznych klatkach schodowych. Inną zmianą było przesunięcie fasady terminalu o 17 metrów, aby zrównać remontowany terminal z oddanym do użytku w 2015 terminalem C. Po modernizacji terminal zyskał wygląd podobny do pozostałych terminali A oraz C.

## Wypadki i awaryjne lądowania
- 27 października 2007 roku Boeing 737, wyczarterowany przez ONZ, zniszczył część świateł podczas zbyt niskiego podejścia do lądowania. Bez ofiar i rannych.
- 12 marca 2013 roku Boeing 737 linii Travel Service (obecnie Smartwings), lot 7137, wyjechał poza pas startowy podczas lądowania w opadach śniegu. 176 pasażerów i 6 członków załogi bez ofiar i rannych.
- 5 lipca 2014 roku samolot Bombardier CRJ-700 linii lotniczej Lufthansa CityLine wylądował na będącym w budowie nowym pasie startowym. Bez ofiar i rannych.